# Kospoda
Kospoda è un comune di 378 abitanti della Turingia, in Germania.
Appartiene al circondario della Saale-Orla (targa SOK) ed è amministrato dal comune amministratore (Erfüllende Gemeinde) di Neustadt an der Orla.